# Хеллман, Монте
Мо́нте Хе́ллман (англ. Monte Hellman; имя при рождении Манти Джей Химмельбаум (англ. Monte Jay Himmelbaum; 12 июля 1929, Нью-Йорк — 20 апреля 2021) — американский кинорежиссёр, сценарист, актёр, кинопродюсер и монтажёр. Среди его известных работ в качестве режиссёра — фильмы «Перестрелка», «Побег в никуда» и «Двухполосное шоссе». Последний в 2012 году был выбран для хранения в Национальном реестре фильмов.

## Биография

### Ранние годы
Родители Монте Хеллмана родом из штата Миссури, отец — Фред Химмельбаум, из Канзас-Сити, мать — Гертруда Эдельштейн, из Сент-Луиса. После свадьбы они переехали в Нью-Йорк, где и родился Монте. Когда ему было шесть лет, семья переехала в Калифорнию — в Лос-Анджелес, затем в Палм-Спрингс. У отца был небольшой продуктовый магазин в Нью-Йорке, затем в Лос-Анджелесе, позже он был владельцем бензоколонки.
Монте Хеллман интересовался фотографией, кинематографом и театром с раннего детства. Свой первый спектакль, небольшую трагикомедию собственного сочинения, Монте поставил в десятилетнем возрасте в летнем лагере.
Хеллман изучал театральное искусство в Стэнфордском университете, где принимал участие в постановке двух радиоспектаклей — «Война миров» и «Вишнёвый сад». Затем полтора года посвятил изучению кинематографа в Калифорнийском университете в Лос-Анджелесе. По утверждению Хеллмана, во время учёбы на него оказали влияние такие фильмы как «Сломанные побеги» Гриффита и «Потомок Чингисхана» Пудовкина, но сильнее всего к выбору профессии кинорежиссёра его подтолкнул фильм «Место под солнцем» Джорджа Стивенсона.

### Театр
В 1952 году Монте Хеллман становится одним из основателей небольшого театра в пригороде Сан-Франциско, где ставит несколько спектаклей. В 1955 году он женится на актрисе Барбуре Моррис (они развелись в 1958 году) и оставляет театр. Пара переезжает в Лос-Анджелес, где Хеллман получает работу в отделе монтажа компании ABC.
В 1956 году Монте Хеллман получает ценный опыт в качестве ученика монтажёра при работе над сериалом «Медик», но в следующем году решает оставить работу монтажёра и вернуться к профессии театрального режиссёра. В Лос-Анджелесе он ставит несколько удачных спектаклей, в том числе «В ожидании Годо». В следующем году театр закрывается, но данный период является значительным для будущей карьеры Хеллмана — он знакомится с Роджером Корманом, Робертом Тауном и Джеком Николсоном.

### Начало карьеры в кино
1. «Дух улья»
2. «Двойная жизнь Вероники»
3. «Дурная слава»
4. «Самурай»
5. «Леди Ева»
6. «Поверженный идол», «Третий человек»
7. «Дети райка», «Набережная туманов»
8. «Великая иллюзия»
9. «Сцены из супружеской жизни»
10. Фильмы Феллини: «Восемь с половиной», «Амаркорд», «Дорога», «Ночи Кабирии»

В 1958 Роджер Корман, который к тому времени уже имел некоторый опыт в качестве режиссёра и продюсера нескольких малобюджетных фильмов, предлагает Монте Хеллману работу в только что созданной компании «Filmgroup». В интервью 2011 Монте Хеллман вспоминает, что сотрудничество с Корманом оказало большое влияние на минималистичный стиль его фильмов — стратегией Кормана была съёмка большого количества фильмов в сжатые сроки при жёстко ограниченном бюджете. Суть данной стратегии заключалась в создании конвейера по производству малобюджетных фильмов, для бесперебойной работы которого Роджер Корману требовалась помощь молодых кинематографистов. Он дал возможность начать карьеру Монте Хеллману, Фрэнсису Форду Копполе, Рону Ховарду, Мартину Скорсезе, Джеймсу Кэмерону и многим другим молодым режиссёрам. Корман предоставлял им относительную творческую свободу, так как предельно низкий бюджет практически исключал риск коммерческого провала.
Хоррор «Чудовище из Проклятой пещеры», первый фильм Монте Хеллмана, снятый в 1959, году позволил получить ценный опыт, после чего он принимает решение никогда не возвращаться к театру, и окончательно выбирает профессию кинематографиста.

### 1960-е
В 1960 году Роджер Корман просит Хеллмана помочь режиссёру Харви Берману в работе над фильмом «Дикая гонка». На съёмочной площадке Монте Хеллман знакомится с Джеком Николсоном, который позже снимется в его следующих пяти фильмах.
В 1962 году Корман пытается продать несколько своих фильмов телекомпании. В качестве условия покупки появляется требование увеличения хронометража с шестидесяти до семидесяти с лишним минут. Монте Хеллман занимается съёмкой дополнительного материала для «Чудовища из Проклятой пещеры» и трёх фильмов Роджера Кормана.
В 1963 году Роджер Корман поручает Хеллману закончить работу над фильмом «Страх». Первоначальный режиссёр Фрэнсис Форд Коппола не смог уложиться в сроки и был отстранён. После окончания работы над «Страхом» Монте Хеллман и Джек Николсон вместе работают над сценарием к фильму «Эпитафия» о начинающем актёре, который пытается заработать денег на аборт для своей подруги.

#### Филиппинские фильмы
К Роджеру Корману обратился Фред Роос с просьбой помочь ему в работе над парой малобюджетных фильмов, которые планировалось снять на Филиппинах. Корман, в свою очередь предложил поучаствовать в проекте Хеллману и Николсону, пообещав взамен профинансировать съёмку «Эпитафии». Монте Хеллман, получивший к этому времени должность помощника монтажёра в Universal Studios, оставляет её ради нового проекта и отправляется на Филиппины. Первым был снят военный фильм «В ад с чёрного хода» об американской разведывательной миссии перед Филиппинской операцией. Вслед за ним — криминально-приключенческий «Полёт к ярости», сценарий к которому был написан Джеком Николсоном.

#### Культовые вестерны
После возвращения с Филиппин Николсон и Хеллман снова обращаются к Роджеру Корману насчёт «Эпитафии», но получают отказ — Корман заявляет, что сценарий является «слишком европейским», и предлагает им снять пару вестернов. В начале 1965 года Джек и Монте, получив небольшой аванс от Кормана, приступают к работе над сценариями. Джек Николсон работает над «Побегом в никуда», а «Перестрелкой» занялась Карол Истман.
Оба фильма имели большой успех во Франции, где демонстрировались в течение продолжительного времени — 13 и 6-7 месяцев соответственно. В США они некоторое время демонстрировались только по телевидению, а в кинопрокат попали только в 1971 на волне растущей популярности Джека Николсона и со временем стали культовыми, особенно первый из них. Фильм «Перестрелка» известные американские кинокритики Леонард Малтин и Джонатан Розенбаум, родоначальник термина «кислотный вестерн», считают одним из первых образцов этого жанра.
В 1966-м Монте Хеллман работает вместе с Роджером Корманом над двумя его фильмами: выполняет монтаж «Диких ангелов», скандального фильма о байкерской субкультуре, и принимает участие в работе над «Резнёй в день Святого Валентина» в качестве помощника режиссёра. В 1967 году Хеллман был одним из монтажёров музыкальной комедии «Предводитель», снятой по сценарию Джека Николсона и Боба Рейфелсона.

### 1970-е

#### Двухполосное шоссе
После нескольких незавершённых проектов Монте Хеллман получает предложение снять роуд-муви «Двухполосное шоссе». Фильм получает положительные отзывы критиков, но вызывает резкое недовольство главы киностудии, не получает никакой рекламы и проваливается в прокате. Впоследствии «Двухполосное шоссе» тоже станет культовым и принесёт Монте Хеллману определённую известность в среде кинокритиков.
Также в начале 70-х Хеллман познакомился со сценаристом Стивеном Гайдосом. Впоследствии это знакомство перерастёт в многолетнюю дружбу и сотрудничество в нескольких фильмах.
В 1973 году Монте Хеллман едет в Гонконг, чтобы режиссировать боевик «Разрушитель», но через три недели после начала съёмок из-за разногласий с продюсером Майклом Каррерасом вынужден был отказаться от дальнейшей работы над фильмом.
Снятый в 1974 году «Бойцовский петух» о заводчике бойцовых петухов вновь не приносит коммерческого успеха и становится последним фильмом, который продюсировал Роджер Корман. Кинокритик Джонатан Розенбаум высоко оценил этот фильм, а неудачу в прокате связал с тем, что Корман пытался продвигать его, как эксплуатационное кино.
В том же 1974 году телекомпания ABC покупает права на снятый десятью годами ранее знаменитый спагетти-вестерн Серджо Леоне «За пригоршню долларов». При этом встаёт задача адаптации фильма для американской аудитории — главный герой, безымянный стрелок, которого играет Клинт Иствуд, должен был соответствовать образу защитника закона и справедливости. Монте Хеллман снимает вступительный пятиминутный эпизод. В этом эпизоде герой Иствуда (для съёмки был найден похожий на него актёр) оказывается в тюрьме, где ему предлагают помилование, если тот согласиться устранить проблему бандитизма в соседнем городе. Похожий эпизод Хеллман затем использует в собственном вестерне «Любовь, пуля и ярость».
В 1977 году сразу после окончания съёмок биографического фильма «Величайший» о Мохаммеде Али умирает режиссёр Том Грис. Закончить работу над фильмом приглашают Монте Хеллмана — он контролирует монтаж фильма.
В 1978 году Хеллман занимается режиссурой и монтажом своего третьего вестерна «Любовь, пуля и ярость». Умирает отец Монте и режиссёр посвящает фильм ему. В отличие от культовых «Перестрелки» и «Побега в никуда» этот фильм остаётся без внимания критиков.
В том же году Монте Хеллмана приглашают для «спасения» очередного фильма под названием «Экспресс-лавина». Режиссёр Марк Робсон умирает от сердечного приступа, не успев закончить фильм. Хеллман почти год занимается съёмкой отсутствующих сцен, спецэффектами и монтажом.

### 1980-е
В 1981 году Монте Хеллман снимает короткометражный документальный фильм «Inside the Coppola Personality» о работе Фрэнсиса Форда Копполы «От всего сердца».
В следующем году от сердечного приступа умирает Уоррен Оутс, близкий друг Монте Хеллмана, снявшийся в четырёх его фильмах («Перестрелка», «Двухполосное шоссе», «Бойцовский петух» и «Любовь, пуля и ярость»).
После очередной серии нереализованных проектов Монте Хеллман принимает участие в работе над «Робокопом» в качестве режиссёра второй съёмочной группы (англ. second unit director). Продюсеры боялись не успеть закончить картину в срок, поэтому Хеллман, помимо различных дополнительных кадров снимал много полноценных сцен с Робокопом, пока первая группа снимала сцены Боба Мортона и Дика Джонса. Остальные сцены, снятые с его участием включают расстрел роботом ED-209 сотрудника OCP, погоню Мёрфи и Льюиса за микроавтобусом грабителей банка, все сцены на Primrose Lane, и некоторые другие. Хеллман отснял несколько часов хронометража для сцен, в которых Робокоп ездит по ночному городу, но из этого огромного материала в фильм попало лишь несколько минут. По определенным причинам его участие в съёмках было засекреченным, поэтому его имя не было указано в титрах. Несмотря на это, благодаря этой работе и большому кассовому успеху фильма, режиссёр хорошо поправил своё финансовое положение.
В 1988 году Хеллман получает возможность снять фильм «Игуана» по одноимённому роману Альберто Васкеса-Фигероа о моряке с обезображенным лицом, провозгласившем себя королём необитаемого острова. На Венецианском кинофестивале за работу над этим фильмом Монте Хеллман был удостоен специального приза кинокритиков «Bastone Bianco Award», но в кинопрокате «Игуана» так и не появляется. Наличие лишь небольшого тиража на VHS привело к тому, что фильм долгое время был кинематографической редкостью. Широкой публике он стал доступен после переиздания на DVD в 2001 году.
В следующем году Хеллман работал над малобюджетным фильмом ужасов «Тихая ночь, смертельная ночь 3: Лучше поберегись!» по просьбе своего друга Артура Горсона, долгое время пытавшегося начать карьеру кинопродюсера.

### 1990 — настоящее время
После фильма «Тихая ночь, смертельная ночь 3» Монте Хеллман на долгие годы оставляет профессию режиссёра. В 1990 году он выступал в роли исполнительного продюсера в режиссёрском дебюте Квентина Тарантино «Бешеные псы». В дальнейшем Монте Хеллману удаётся сделать пару документальных фильмов, но остальные проекты, начатые в 90-х, так и не были завершены.
В 2006 году хоррор-альманах «Пойманные в ловушку», фрагмент которого под названием «Подружка Стенли» режиссировал Хеллман, был представлен на внеконкурсном показе Каннского кинофестиваля. Сам Монте Хеллман был председателем жюри фестиваля.
В 2007 году Монте Хеллман находится в числе 115 кинематографистов, приглашённых в Американскую Академию кинематографических искусств и наук.
В 2010 году Монте Хеллман вернулся к полнометражному кинематографу — по сценарию Стивена Гайдоса он снял неонуарный триллер «Дорога в никуда», ставший для него «поэтическим признанием в любви к кино». Фильм посвящён Лори Бёрд, актрисе из «Двухполосного шоссе». «Дорога в никуда» демонстрировалась на нескольких фестивалях, включая Венецианский кинофестиваль, где Хеллман получил специальный приз жюри за профессиональные достижения.
В настоящее время Монте Хеллман преподаёт кинорежиссуру в Калифорнийском институте искусств В ходе интервью 2011 года Хеллман упомянул о своих планах снять ещё несколько фильмов, и первоочердным проектом назвал триллер «Люби или умри» (англ. Love or Die).

## Творчество

### Стиль
Пьеса «В ожидании Годо» оказала огромное влияние на меня. Думаю, что частица Беккета присутствует во всех моих работах, в том числе и в «Чудовище из Проклятой пещеры».
Творчество Монте Хеллмана с трудом поддаётся классификации в первую очередь из-за разнообразия жанров: хоррор «категории Б», военный боевик, несколько вестернов, роуд-муви, слэшер и неонуар с элементами мистики.
Писатель и кинокритик Евгений Майзель рассматривает фильмы Монте Хеллмана как истории о двух типах одержимости — одержимости героев («Двухполосное шоссе» и «Бойцовый петух») или одержимости их отношений, о затягивающей героев воронке событий («Перестрелка», «Побег в никуда», «Любовь, пуля и ярость», «Игуана»).
Описание типичного протагониста в фильмах Хеллмана можно обнаружить в интертитре первого фильма Бастера Китона «Тайный знак»:

Наш герой появился из ниоткуда — он никуда не направлялся, его просто откуда-то выгнали.
Оригинальный текст (англ.)Our hero came from Nowhere — he wasn't going Anywhere and he got kicked off Somewhere.

Одной из ключевых особенностей режиссёрского стиля Монте Хеллмана является использование пейзажей. В «Перестрелке» и «Побеге в никуда» используется окружённая горами безжизненная пустыня для создания намёка на предопределённость судьбы, создания атмосферы обречённости. Покрытая базальтовой галькой поверхность острова из фильма «Игуана» похожа на обезображенное лицо Оберлуса, главного героя. Галапагосский вулканический остров необитаем, в его враждебный пейзаж идеально вписывается Оберлус, отвергнутый человечеством и объявивший ему войну.
В одном из интервью Хеллман объяснил, что всегда старался разместить в кадре определённый пейзаж не из-за его природной красоты, а для создания определённого контекста.

### Признание
Сам Монте Хеллман в одном из своих интервью скромно заметил, что не считает себя режиссёром авторского кино, отметив, что всегда лишь старался хорошо выполнить свою работу в качестве наёмного специалиста по режиссуре и монтажу.
В эфире ток-шоу «The Tonight Show» в 1973 году американский кинорежиссёр Сэм Пекинпа назвал Монте Хеллмана «лучшим современным режиссёром Америки», но в те годы режиссёр оставался в тени своих коллег, снимавших кассовое кино. На протяжении долгих лет эти и некоторые другие фильмы Хеллмана были известны лишь ограниченному кругу кинокритиков и коллег по цеху: «Перестрелку» и «Побег в никуда» американский зритель мог лишь изредка увидеть по ТВ, «Бойцовский петух» и «Любовь, пуля и ярость» позиционировались как эксплуатационное кино, «Игуана» вовсе не попала в кинопрокат.
Причиной затяжных перерывов в работе в качестве режиссёра являлись многочисленные препятствия, с которыми сталкивался Хеллман, пытаясь воплотить собственные замыслы: практически всегда он был вынужден работать в условиях скромного бюджета и сжатых сроков, многие его проекты отвергались продюсерами на ранней стадии, а уже снятые фильмы в течение долгого времени оставались малоизвестными. Брэд Стивенс, автор монографии «Монте Хеллман: его жизнь и фильмы», насчитал около шестнадцати нереализованных проектов. Во время этих пауз Хеллман брался за ремесленные заказы, часто оказывая неоценимую помощь своим коллегам по цеху, выполняя монтаж или снимая дополнительные сцены.
Вершиной творчества Монте Хеллмана кинокритики считают его первый вестерн «Перестрелка» и роуд-муви «Двухполосное шоссе». В начале 2000-х его фильмы начали переиздаваться на DVD, а затем и на Blu-ray. Новый всплеск интереса к работам Хеллмана вызвало появление фильма «Дорога в никуда» в 2010 году. В 2012 году фильм «Двухполосное шоссе» был выбран для хранения в Национальном реестре фильмов Библиотеки Конгресса США как «являющийся культурно, исторически или эстетически значимым».

## Награды и номинации
- 1988 год — Венецианский кинофестиваль, специальный приз кинокритиков «Bastone Bianco Award» (фильм «Игуана»)[56].
- 2010 год — Венецианский кинофестиваль, «Золотой лев» (номинация, фильм «Дорога в никуда»)[45].
- 2010 год — Венецианский кинофестиваль, специальный приз жюри за профессиональные достижения (англ. Special Lion for the Overall Work)[45].
- 2011 год — Международный кинофестиваль в Палм-Спрингс[англ.], приз «Maverick Award»[57].

## Фильмография
| Год  |     | Русское название                                         | Оригинальное название                                          | Примечание                                                                                           |
| ---- | --- | -------------------------------------------------------- | -------------------------------------------------------------- | --- |
| 1959 | ф   | Чудовище из Проклятой пещеры                             | Beast from Haunted Cave                                        | режиссёр                                                                                             |
| 1960 | ф   | Дикая гонка                                              | The Wild Ride                                                  | монтажёр                                                                                             |
| 1961 | ф   | Существо из моря призраков                               | Creature from the Haunted Sea                                  | монтажёр                                                                                             |
| 1963 | ф   | Страх (Террор)                                           | The Terror                                                     | режиссёр                                                                                             |
| 1964 | ф   | За пригоршню долларов                                    | Per un pugno di dollari                                        | режиссёр вступительного эпизода, отснятого в 1974 году для показа фильма на американском телевидении |
| 1964 | ф   | В ад с чёрного хода                                      | Back Door to Hell                                              | режиссёр, монтажёр                                                                                   |
| 1964 | ф   | Полёт к ярости (Побег к ярости)                          | Flight to Fury                                                 | режиссёр, монтажёр, сценарист                                                                        |
| 1966 | ф   | Перестрелка (Огонь на поражение)                         | The Shooting                                                   | режиссёр, продюсер, монтажёр                                                                         |
| 1966 | ф   | Побег в никуда                                           | Ride in the Whirlwind                                          | режиссёр, продюсер, монтажёр                                                                         |
| 1966 | ф   | Дикие ангелы                                             | The Wild Angels                                                | монтажёр                                                                                             |
| 1967 | ф   | Дикие мятежники                                          | Wild Rebels                                                    | монтажёр                                                                                             |
| 1968 | ф   | Предводитель                                             | Head                                                           | монтажёр                                                                                             |
| 1969 | ф   | Цель: Гарри                                              | Target: Harry                                                  | монтажёр                                                                                             |
| 1971 | ф   | Двухполосное шоссе                                       | Two-Lane Blacktop                                              | режиссёр, монтажёр                                                                                   |
| 1974 | ф   | Разрушитель                                              | Shatter                                                        | монтажёр                                                                                             |
| 1974 | ф   | Бойцовский петух                                         | Cockfighter                                                    | режиссёр, монтажёр                                                                                   |
| 1975 | ф   | Элита убийц                                              | The Killer Elite                                               | монтажёр                                                                                             |
| 1976 | ф   | Опьянённый борьбой                                       | Fighting Mad                                                   | монтажёр                                                                                             |
| 1977 | ф   | Величайший                                               | The Greatest                                                   | супервизор монтажа                                                                                   |
| 1977 | ф   | Внезапная смерть                                         | Sudden Death                                                   | режиссёр, монтажёр                                                                                   |
| 1978 | ф   | Любовь, пуля и ярость                                    | Amore, piombo e furore (China 9, Liberty 37)                   | режиссёр, монтажёр                                                                                   |
| 1979 | ф   | Экспресс-лавина                                          | Avalanche Express                                              | режиссёр, монтажёр                                                                                   |
| 1981 | кор | Внутри личности Копполы                                  | Inside the Coppola Personality                                 | режиссёр, монтажёр                                                                                   |
| 1987 | ф   | Кого-нибудь любить                                       | Someone to Love                                                | актёр (Ричард)                                                                                       |
| 1988 | ф   | Игуана                                                   | Iguana                                                         | режиссёр, сценарист, монтажёр                                                                        |
| 1989 | в   | Тихая ночь, смертельная ночь 3: Лучше поберегись!        | Silent Night, Deadly Night 3: Better Watch Out!                | режиссёр, сценарист, монтажёр, актёр (Дэнни, в титрах не указан)                                     |
| 1992 | ф   | Бешеные псы                                              | Reservoir Dogs                                                 | исполнительный продюсер                                                                              |
| 1993 | ф   | Ящик смерти                                              | The Killing Box                                                | монтажёр                                                                                             |
| 1994 | ф   | Любовь, измена и воровство                               | Love, Cheat & Steal                                            | монтажёр                                                                                             |
| 1998 | ф   | Лос-Анджелес без карты                                   | L.A. Without a Map                                             | актёр                                                                                                |
| 2006 | ф   | Пойманные в ловушку (фрагмент «Подружка Стенли»)         | Trapped Ashes                                                  | режиссёр                                                                                             |
| 2007 | док | Где-то возле Салинаса: разговор с Крисом Кристофферсоном | Somewhere Near Salinas: A Conversation with Kris Kristofferson | режиссёр                                                                                             |
| 2007 | док | Давай на три сотни: разговор с Джеймсом Тейлором         | Make it Three Yards: A Conversation with James Taylor          | режиссёр                                                                                             |
| 2010 | ф   | Дорога в никуда                                          | Road to Nowhere                                                | режиссёр, продюсер                                                                                   |
| 2013 | док | Venice 70: Future Reloaded                               | Venice 70: Future Reloaded                                     | режиссёр, фрагмент «Vive L'Amour»                                                                    |